# Михаль Маргуліс
Михаль Маргуліс (нар. 1961, Київ, Україна) – український продюсер, інтрапренер.
Народився у місті Київ. Випускник Київського національного університету будівництва і архітектури, пізніше – Київського національного університету культури та мистецтв за спеціальністю «Режисер театру». Підвищував кваліфікацію у бізнес-школах Німеччини, Ірландії та Швейцарії.

## Кар'єра
1986-1988 – працював режисером у театрах Києва (Україна), Алма-Ати (Казахстан), Ашхабаду та Мари (Туркменістан)
З 1999 працює консультантом у сфері бізнесу у великих світових компаніях (Німеччина, Швейцарія, Швеція, США, Австрія, Бразилія, Бельгія).
З 2004 року – продюсер та менеджер українських брендів «Капітошка» та «Петрик П'яточкин» разом з їхньою авторкою Наталею Гузєєвою.
2013 – автор ідеї інтернаціонального проєкту "Скайп Мама". Книгу опублікували "Видавництво Старого Лева" (Україна) та edition.fotoTAPETA (Німеччина), "Скайп Мама" стала одним з головних проєктів на Leipzig book Fair 2013.
2014 – створення першого анімаційного короткого фільму "Халабудка" (перша частина триптиху «Місто щасливих хлопчиків»). Фільм отримав Національну премію України у 2015 році, був частиною майже 40 кінофестивалів, отримав 8 інтернаціональних нагород (2013-2015 роки).
2015 – став співзасновником та генеральним продюсером Studio KAPI.
2015 – 2018 – за підтримки Держкіно Studio KAPI у співпраці зі студією «Борисфен» створили 4 серії анімації "Мишко та Місячна Дзвінка". У 2016-ому Українська Кіноакадемія номінувала серіал на анімаційний фільм року.
З 2017 – продюсер мультфільму "23 образи Петрика П'яточкина", основою якого стала однойменна книга Наталі Гузєєвої. Виробництвом проєкту займається Studio KAPI. Фестивальний реліз фільму запланований на третій квартал 2022 року.
2018 – проєкт "23 образи Петрика П'яточкина" виграв пітчинг Ukranian Film Found.
2020 – Studio KAPI стала єдиною українською анімаційною студією, проєкт якої ("23 образи Петрика П'яточкина") відібрали на пітчинг до Cartoon Movie у Бордо.
Є продюсером мультфільмів «Лабра Кадабра», «Дівчинка і Дракон», «Тигр блукає поруч», «Місто щасливих хлопчиків», «Мишко та Місячна Дзвінка», які перебувають у виробництві.

## Особисте життя
У шлюбі з Наталею Гузєєвою. Мають спільну доньку Елену Маргуліс. З 1995 року родина мешкає у Німеччині та Україні.